# Esimifeu
Esimifeu (em grego: Εσιμιφαιος, em árabe: سميفع أشوع, translit. smyfe ashwe) foi um rei himiarita que governou entre ca. 525 e ca. 531; possivelmente pode ser identificado com Sulaifa Axua (Sulayfa Ashwa), o pai de Madicáribe (Ma'dikarib), um dependente do quindita Iezido e oponente de Abramo. Himiarita e cristão, foi nomeado como rei dos himiaritas pelo rei etíope Helesteu (Elesboas), sendo obrigado a pagar tributo a ele.
Provavelmente no final de 530/começo de 531, uma embaixada foi enviada a sua corte pelo imperador Justiniano (r. 527–565), que estava buscando seu auxílio contra o Império Sassânida; Esimifeu concordou em ajudar os bizantinos, mas nada fez. Pouco tempo depois, uma revolta eclodiu no Reino Himiarita e ele foi derrubado, preso e sucedido por Abramo.